# Пышник, Регина Игнатьевна
Регина Игнатьевна Пышник (в девичестве — Довнар; 16 марта 1939) — белорусская баскетболистка, баскетбольный тренер и рефери. Заслуженный тренер Республики Беларусь, мастер спорта международного класса, судья вышей национальной категории, член союза ветеранов Республики Беларусь, отличник народного образования.

## Биография
В баскетбол начала играть в школе. В начале 60-х годов выступала за команду «Буревестник» (Минск). Несмотря на небольшой по баскетбольным меркам рост стала капитаном и лидером команды. В 1960 году «Буревестник» (Минск) добился права выступать высшей лиге чемпионата СССР. В 1961 году команда заняла 15-е место в чемпионате СССР, в 1962 году — 22-е место. Капитан женской сборной БССР по баскетболу. В 1964 году — капитан команды «Динамо» (Минск), 17-е место в высшей лиге чемпионата СССР.
После завершения профессиональной спортивной карьеры 27 лет возглавляла СДЮШОР № 10 по баскетболу в Минске.
В 2024 году награждена белорусской медалью «За трудовые заслуги».

## Семья
- муж Юрий Антонович Пышник — белорусский футболист и футбольный тренер
  - сын Сергей Юрьевич Пышник[вд] — белорусский футбольный тренер
  - сын Андрей Юрьевич Пышник — белорусский футболист и футбольный тренер
    - внук Денис Андреевич Пышник[вд] — белорусский футболист